# U-Bahnhof Güterplatz

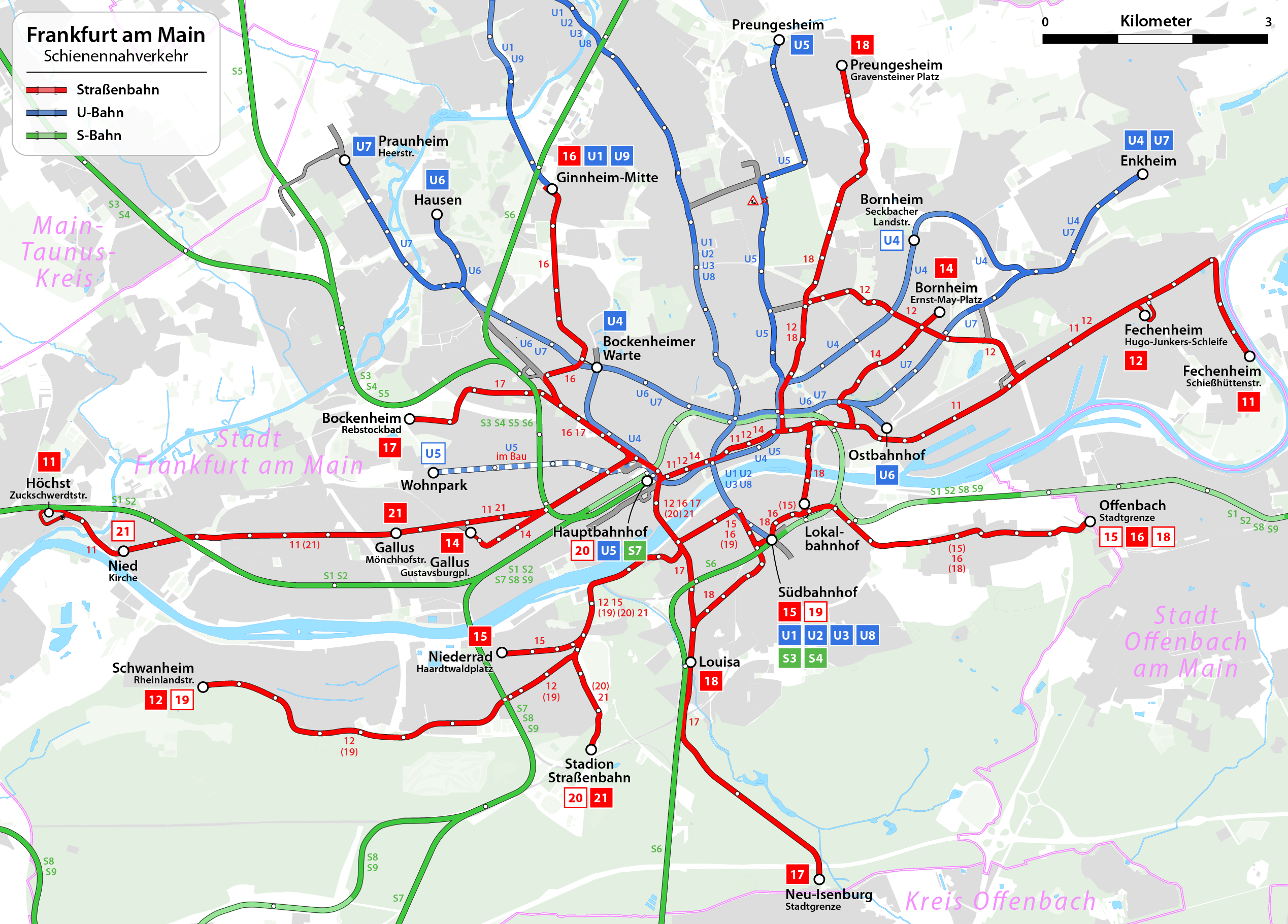
Die in Bau befindliche Neubaustrecke der U5 rund um den U-Bahnhof Güterplatz bis zur temporären Endstation Wohnpark

Der U-Bahnhof Güterplatz ist die einzige unterirdische Station der derzeit im Bau befindlichen U-Bahn-Erweiterung in das Europaviertel in Frankfurt am Main.

## Lage
Er ist eine der insgesamt vier neuen Stationen der Neubaustrecke der U-Bahn Frankfurt und liegt nördlich des Hauptbahnhofes im Gallusviertel an der Europaallee und damit in unmittelbarer Nähe der Messe Frankfurt. Stadtauswärts in Richtung Westen soll die Neubaustrecke hinter dem Bahnhof Güterplatz an die Oberfläche kommen und über Wohnpark und Europagarten weiter nach Römerhof verlaufen. Die Neubaustrecke ist Teil der U-Bahn-Strecke B. Über die Strecke werden unter anderem der Hauptbahnhof, die Konstablerwache, die Deutsche Nationalbibliothek sowie der Hauptfriedhof umsteigefrei erreichbar sein.

## Betrieb
| Linie | Verlauf | Takt                                                    |
| ----- | --- | ------------------------------------------------------- |
| S5    | Gymnasium Römerhof (geplant) – Schmidtstr. (geplant) – Wohnpark (geplant) – Europagarten (geplant) – Emser Brücke (in Bau) – Güterplatz (in Bau) – Hauptbahnhof – Willy-Brandt-Platz – Dom/Römer – Konstablerwache – Musterschule – Glauburgstraße – Deutsche Nationalbibliothek – Hauptfriedhof – Marbachweg/Sozialzentrum – Gießener Straße – Theobald-Ziegler-Straße – Ronneburgstraße – Sigmund-Freud-Straße – Preungesheim (in Umbau) – August-Schanz-Str. (in Planung) – Berkersheimer Weg (in Planung) – Frankfurter Berg (in Planung) | 7/8 min (werktags) 5 min (HVZ) 10 min (sonn-/feiertags) |

Der U-Bahnhof wird von der Linie U5 bedient werden. Südlich des Bahnhofs verläuft die Strecke der Straßenbahn Frankfurt am Main nach Frankfurt-Höchst. An der gleichnamigen Straßenbahnhaltestelle bestehen nach Inbetriebnahme der Neubaustrecke Umsteigemöglichkeiten zu den dort verkehrenden Straßenbahnlinien 11, 14 und 21, zudem zur Metrobuslinie 46 und der Nachtbuslinie 11.
Wie alle Bahnhöfe der Neubaustrecke wird der Bahnhof mit Hochbahnsteigen für die Bedienung durch Stadtbahnwagen des Fahrzeugtyps U4 und U5 ausgestattet. Als Vorleistung für die Erschließung des Europaviertels und um 75 m lange Drei-Wagen-Züge einsetzen zu können, wurden alle neu gebauten und sanierten Stationen der U5 auf entsprechende Bahnsteiglänge angepasst. Der U-Bahnhof wird über Monitore sowie akustische Ansagen verfügen, außerdem wird er barrierefrei mit Blindenleitsystem, Aufzügen und Blindenschrift sowie Ruftasten ausgestattet sein.